# Cara Pifko
Cara Pifko (* 15. März 1976 in Toronto, Ontario) ist eine kanadische Schauspielerin.

## Leben und Karriere
Cara Pifko wurde in der kanadischen Stadt Toronto geboren und schloss später die National Theatre School of Canada erfolgreich ab. Ihr zwei Jahre älterer Bruder Andrew Pifko ist ebenfalls als Schauspieler aktiv. Ihre erste Schauspielrolle übernahm sie bereits im Alter von acht Jahren in der Serie Sharon, Lois & Bram's Elephant Show. Von 2000 bis 2002 war sie in der Serie Our Hero zu sehen.
Von 2004 bis 2006 spielte sie die Rolle der Alice De Raey in der Serie This is Wonderland, für die sie 2005 mit dem Gemini Award als Beste Darstellerin ausgezeichnet wurde. Seitdem tritt Pifko vor allem als Gastdarstellerin in Serien des Senders CBS auf, darunter CSI: Miami, Without a Trace – Spurlos verschwunden, Navy CIS und Castle. Seit 2016 spielt sie die Rolle der Paige Novick in der Serie Better Call Saul.
Gelegentlich leiht sie auch Videospielfiguren ihre Stimme, etwa in Mass Effect 2 oder God of War: Ascension.
Cara Pifko ist seit 2004 verheiratet und hat zwei Kinder.

## Filmografie (Auswahl)
- 1984–1988: Sharon, Lois & Bram's Elephant Show (Fernsehserie, 16 Episoden)
- 1993: Grusel, Grauen, Gänsehaut (Are You Afraid of the Dark?, Fernsehserie, Episode 2x06)
- 1993: Ordinary Magic
- 1996: Avonlea – Das Mädchen aus der Stadt (Road to Avonlea, Fernsehserie, 3 Episoden)
- 1996: Mariette in Ecstasy
- 1999: The City (Fernsehserie, Episode 1x05)
- 2000–2002: Our Hero (Fernsehserie, 21 Episoden)
- 2003: Blue Murder (Fernsehserie, Episode 2x05)
- 2003: Ein ungleiches Paar (The In-Laws)
- 2004–2006: This is Wonderland (Fernsehserie, 39 Episoden)
- 2006: CSI: Miami (Fernsehserie, Episode 5x10)
- 2007: Without a Trace – Spurlos verschwunden (Without a Trace, Fernsehserie, Episode 5x22)
- 2008–2009, 2017: Heartland – Paradies für Pferde (Heartland, Fernsehserie, 3 Episoden)
- 2009: General Hospital (Fernsehserie, 11 Episoden)
- 2011: Flashpoint – Das Spezialkommando (Flashpoint, Fernsehserie, Episode 3x05)
- 2011: Navy CIS (Fernsehserie, Episode 8x21)
- 2012: Castle (Fernsehserie, Episode 4x12)
- 2012: CSI: NY (Fernsehserie, Episode 9x02)
- 2013: Monday Mornings (Fernsehserie, 3 Episoden)
- 2014: The Possession of Michael King
- 2015: Paranormal Activity: Ghost Dimension
- seit 2016: Better Call Saul (Fernsehserie)
- 2016: Rosewood (Fernsehserie, Episode 1x18)
- 2018: The Fosters (Fernsehserie, 2 Episoden)
- 2018: Ready Player One
- 2019: Mariette in Ecstasy
- 2021: Star Wars: The Bad Batch (Fernsehserie, Stimme)